# Ламберт, Хорэс, 11-й граф Каван
Достопочтенный Хорэс Эдвард Сэмюэл Снид Ламбарт, 11-й граф Каван (англ.  Horace Edward Samuel Sneade Lambart, 11th Earl of Cavan; 25 августа 1878 — 9 декабря 1950) — англо-ирландский военный, пэр и англиканский священник.

## Происхождение и образование
Родился 25 августа 1878 года в Уитхэмпстеде, Хартфордшир. Младший сын Фредерика Ламберта, 9-го графа Кавана (1839—1900), и Мэри Снид Олив (1846—1905), дочери преподобного Джона Олива, ректора Айот-Сент-Лоуренс, и Эллен Браун.
Получил образование в Чартерхаусской школе и в колледже Магдалины в Оксфорде, который он закончил со степенью бакалавра в 1901 году и степенью магистра с 1904 году . Во время учёбы в Оксфордском университете Хорэс Ламберт занимался греблей на лодках.

## Военная служба
В 1899 году, во время учебы в университете, Хорэс Ламбарт получил звание лейтенанта 1-го добровольческого батальона Оксфордширской легкой пехоты. В 1900 году в начале Второй англо-бурской войне он записался в Имперские добровольцы Лондонского Сити. В Южной Африке он служил с 1900 по 1902 год рядовым в отделе велосипедистов, большую часть времени по личному приказу лорда Китченера.
С 1909 года он был полковым капелланом Шропширского йоменского полка. Он был мобилизован в начале Первой мировой войны и сопровождал полк в Египет, но уехал в декабре 1916 года, чтобы занять свой гражданский пост архидиакона Салопа. Он продолжал службу после войны с 1919 года и был награжден Территориальным орденом в 1931 году.

## Брак и дети
9 июля 1907 года лорд Каван женился на Одри Кэтлин Лодер (17 мая 1883 — 8 апреля 1942), дочери подполковника Альфреда Бэзила Лодера и Энни Кэтрин Кросс. У супругов было трое детей:
- Леди Мэри Вероника Ламберт (12 апреля 1908—1989), в 1934 году она вышла замуж за полковника Эдварда Генри Кадогана, от брака с которым у неё было трое сыновей.
- Леди Дафна Олив Ламберт (22 декабря 1909 — 22 июля 1994), в 1944 году она вышла замуж за майора Кеннета Гордона Грирсона, от брака с которым у неё был один сын.
- Майкл Эдвард Оливер Ламберт, 12-й граф Каван (29 октября 1911 — 17 ноября 1988), преемник отца.

## Религиозная жизнь
Хорэс Ламбарт закончил богословское обучение в 1902 году в Каддесдонском теологическом колледже недалеко от Оксфорда и был рукоположен в священники в 1903 году. С 1903 по 1908 год он был викарием церкви Святого Данстана в Степни в восточном Лондоне, после чего его жизнь и служение прошли в Шропшире.
Он был викарием церкви Святой Троицы в Литоне, недалеко от Шрусбери (1908—1913), Маркет-Дрейтона (1913—1918) и церкви Святой Марии в Шрусбери (1918-1925), пребендарием Пипа Парва в Личфилдском соборе (1917—1946). Он ушел из постоянного служения в 1946 году, но стал почетным архидиаконом. Он также был проректором Денстон-колледжа с 1928 по 1948 год, курируя школы Вударда в Уэст-Мидлендсе.

## Дальнейшая жизнь
28 августа 1946 года после смерти своего старшего брата, Фредерика Ламберта, 10-го графа Кавана (1865—1946), Хорэс Ламберт унаследовал титулы 11-го графа Кавана (Пэрство Ирландии), 11-го виконта Килкурси в графстве Кингс (Пэрство Ирландии) и 12-го барона Ламберта в графстве Каван (Пэрство Ирландии).
Лорд Каван скончался в своем доме, Плекс-Хаус, Хэдналл, недалеко от Шрусбери, в декабре 1950 года в возрасте 72 лет. Ему наследовал его единственный сын, Майкл Эдвард Оливер Ламберт, 12-й граф Каван.